# Cleora scripta
Cleora scripta là một loài bướm đêm trong họ Geometridae.